# Leon Płotka
Leon Płotka (ur. 4 maja 1889 w Turzy koło Wągrowca, zm. 7 sierpnia 1954 w Poznaniu), polski duchowny katolicki, działacz społeczny.
Był synem Władysława (urzędnika pocztowego) i Katarzyny z Menclów. Ukończył gimnazjum klasyczne w Nakle (egzamin dojrzałości w 1908), następnie studiował teologię w seminariach poznańskim i gnieźnieńskim. 11 lutego 1912 przyjął święcenia kapłańskie w Gnieźnie. Pracował jako wikariusz w Kamieńcu koło Trzemeszna, Szaradowie koło Szubina oraz w kościele Św. Trójcy w Bydgoszczy. Po utworzeniu przy tym kościele nowej parafii został jej pierwszym administratorem (1924). W 1925 przeszedł na stanowisko proboszcza w Zbąszyniu. Obowiązki łączył z funkcją notariusza dekanalnego, a od 1931 dziekana dekanatu zbąszyńskiego. Był jednym z głównych organizatorów XI Zjazdu Katolickiego w Wielkopolsce, który miał miejsce w Zbąszyniu 19-20 czerwca 1931, z licznym udziałem Polaków zamieszkałych w Niemczech. Proboszcz Płotka był również inicjatorem budowy Domu Katolickiego w Zbąszyniu. W marcu 1936 objął parafię św. Stanisława biskupa w Ostrowie Wielkopolskim. W ramach pracy w tej parafii redagował tygodnik "Posłaniec Niedzielny". Znany był jako krzewiciel kultu Najświętszego Serca Jezusowego, zainicjował budowę pomników Serca Jezusowego w Zbąszyniu i Ostrowie.
W czasie działalności duszpasterskiej w Bydgoszczy i Zbąszyniu patronował parafialnym oddziałom Towarzystwa Katolickich Robotników Polskich. W 1926 wszedł w skład zarządu Katolickiego Związku Robotników Polskich, będącego zrzeszeniem tych towarzystw w archidiecezjach gnieźnieńskiej i poznańskiej, a zarazem najsilniejszym w Polsce katolicko-społecznym stowarzyszeniem robotniczym (ok. 20 tysięcy członków). W maju 1935, po śmierci założyciela i wieloletniego prezesa Katolickiego Związku Robotników Polskich ks. Antoniego Stychla, został wybrany jego następcą. Kładł nacisk na pozyskiwanie nowych członków spośród młodzieży robotniczej oraz na pracę oświatową (m.in. poprzez organizowanie wieczorów dyskusyjnych). Był zwolennikiem współpracy ze Zjednoczeniem Zawodowym Polskim i Chrześcijańskim Zjednoczeniem Zawodowym. Trzy organizacje zorganizowały wspólnie m.in. manifestację "Dzień Robotnika Polskiego" 17 maja 1938 w Poznaniu, na którym Płotka głosił kazanie. Był również aktywny w duszpasterstwie polskich emigrantów zarobkowych. Jeszcze jako proboszcz zbąszyński wielokrotnie jeździł do Westfalii. W 1938 około miesiąca spędził w Meklemburgii i na Pomorzu Szczecińskim, czemu poświęcił artykuł Nasi za granicą w tygodniku "Robotnik" (15 stycznia 1939). Należał do Bractwa Księży Misjonarzy "Dobry Pasterz".
We wrześniu 1939 opuścił na krótko Ostrów. Powrócił po kilkunastu dniach, był więziony przez Niemców w charakterze zakładnika w Ostrowie, a następnie trafił do obozu przejściowego w Kazimierzu Biskupim koło Konina (od listopada 1939 do czerwca 1940). Po uwolnieniu był kapelanem szpitala i sióstr zmartwychwstanek w Częstochowie. 1 lutego 1945 powrócił do Ostrowa i przystąpił do pracy nad reaktywowaniem życia parafii. W sierpniu 1945 otrzymał nominację na dziekana ostrowskiego. Dwa lata po wojnie doprowadził do końca budowę nowego kościoła św. Antoniego w Ostrowie, podjętą jeszcze w 1938. W 1946 otrzymał godność kanonika honorowego poznańskiej kapituły metropolitalnej. Zmarł w sierpniu 1954, został pochowany w Ostrowie Wielkopolskim.